# Euphorbia lorentzii
Euphorbia lorentzii es una especie de fanerógama perteneciente a la familia de las euforbiáceas.  Es originaria de Argentina.

## Taxonomía
Euphorbia lorentzii fue descrita por  Johannes Müller Argoviensis y publicado en Journal of Botany, British and Foreign 12: 231. 1874.
Etimología
Euphorbia: nombre genérico que deriva del médico griego del rey Juba II de Mauritania (52 a 50 a. C. - 23), Euphorbus, en su honor – o en alusión a su gran vientre –  ya que usaba médicamente Euphorbia resinifera. En 1753 Carlos Linneo asignó el nombre a todo el género.
lorentzii: epíteto otorgado en honor del botánico de origen alemán  naturalizado argentino Pablo Günther Lorentz (1835 - 1881), quien descubrió la planta.
Sinonimia
- Chamaesyce lorentzii (Müll.Arg.) Croizat

+ Euphorbia brasiliensis var. lorentzii (Müll.Arg.) Griseb.	